# Earthworm Jim 2
Earthworm Jim 2 (с англ. — «Червяк Джим 2»; сокр. EWJ2) — видеоигра в жанре платформер, разработанная студией Shiny Entertainment и изданная компаниями Virgin Interactive и Playmates для приставок Mega Drive/Genesis и SNES в 1995 году. Игра является сиквелом Earthworm Jim. В 1996 году игра была портирована для MS-DOS в составе антологии Whole Can ’O Worms студией Rainbow Arts, а также для PlayStation и Sega Saturn студией Screaming Pink. В 2002 игра была портирована для Game Boy Advance студией Super Empire, а в 2009 году — для Wii в сервисе Virtual Console.

## Игровой процесс

Игра на первом уровне — «Anything But Tangerines» (скриншот версии для Mega Drive/Genesis). Earthworm Jim 2 схож с предшественником, претерпев некоторые улучшения

Earthworm Jim 2, как и предшественник, представляет собой платформерную игру, выполненную в двухмерной графике. По сюжету Джим играет на аккордеоне для своей возлюбленной — принцессы Как-её-там-зовут, однако злодей Психоворон отвлекает Джима и похищает принцессу. Главный герой решает победить злодея и спасти принцессу.
Игрок управляет червяком Джимом, который может перемещаться по уровню, запрыгивать на различные платформы, а также обладает различными способностями. Так, Джим может использовать себя в качестве хлыста, что позволяет ему атаковать врагов, переключать рубильники и тому подобное. Кроме того, Джим может использовать своего друга, сидящего у него в скафандре — Снотта — в качестве верёвки, позволяющей червяку залезать в труднодоступные места, и парашюта, позволяющего медленно спускаться с большой высоты, чтобы не наткнуться на врага и другие опасные объекты. Помимо этого, Джим имеет при себе оружие — бластер — запас стрельбы которого ограничен, однако если его количество опустится менее чем до 100 единиц, то запас будет автоматически пополняться. На уровнях можно найти и другое оружие, каждое из которых имеет свои как положительные для игрока, так и отрицательные особенности, например, ракеты с самонаведением на врагов или полностью безвредные для них пузыри. Если червяк подвергнется атаке врага или наткнётся на опасный объект, то будет терять очки здоровья; если они опустятся до нуля, то потеряется жизнь. На уровнях можно пополнить запас очков здоровья, количество жизней и многое другое сбором определённых предметов. На некоторых участках уровней находятся точки сохранения, благодаря которым червяк после потери жизни начинает уровень с последней такой точки.
Каждый уровень в игре, несмотря на геймплейную схожесть большинства из них друг с другом, имеет уникальную механику прохождения. Например, на уровне «Lorenzen’s Soil» червяку из оружия доступен только бластер, с помощью которого нужно бурить песчаные стены для прохождения многих участков, а сам уровень ограничен по времени, которое можно пополнять сбором часов, в противном случае червяка завалит песком, что ведёт к потере большого количества здоровья. На другом же уровне — «The Flyin’ King» — Джим летит на своей карманной ракете над поверхностью уровня, с которого червяка атакуют враги, а основная цель уровня — донести воздушный шар с бомбой до конца уровня, после чего взорвать его. Некоторые уровни игры являются дополнительными и служат только для большего получения оружия или жизней, другие же встречаются несколько раз во время прохождения и с каждым разом в них повышается сложность. В конце некоторых уровней присутствует битва с боссом, для каждого из которых тоже требуется своя тактика, чтобы одержать над ним победу: некоторым достаточно лишь одного действия, в то время как другие требуют постоянной атаки для их уничтожения.

## Оценки и мнения
| Сводный рейтинг       | Сводный рейтинг                                      |
| Агрегатор             | Оценка                                               |
| --------------------- | ---------------------------------------------------- |
| GameRankings          | 85 % (SAT) 80 % (SMD) 37,56 % (GBA)                  |
| Game Ratio            | 51 % (GBA)                                           |
| Metacritic            | 45/100 (GBA)                                         |
| MobyRank              | 90/100 (SMD) 89/100 (SNES) 83/100 (SAT) 52/100 (GBA) |
| Иноязычные издания    |                                                      |
| Издание               | Оценка                                               |
| AllGame               | · (ПК/GBA)                                           |
| CVG                   | 4/10 (GBA) 3/10 (PS)                                 |
| EGM                   | 7,9/10 (SMD)                                         |
| Game Informer         | 8,75/10 (SNES) 6,5/10 (GBA)                          |
| GamePro               | (SMD) · (SNES) · (SAT)                               |
| GameRevolution        | B+ (SAT)                                             |
| GameSpot              | 2/10 (GBA)                                           |
| GameSpy               | 63/100 (GBA)                                         |
| GameZone              | 5,5/10 (GBA)                                         |
| IGN                   | 7/10 (Wii) 4/10 (GBA)                                |
| Nintendo Power        | 3/5 (GBA)                                            |
| Play (UK)             | 2/5 (GBA)                                            |
| Русскоязычные издания |                                                      |
| Издание               | Оценка                                               |
| «Магазин игрушек»     | 9,5/10                                               |

Игра была очень позитивно принята. Такие источники, как IGN и GameZone назвали вторую часть в целом лучше, чем оригинал, который также был очень хорошо оценён. Destructoid похвалил юмор, инновационный геймплей, и «мини-игры» по всему прохождению, а также долгожданное изменение от линейного геймплея в то время. Рассматривая версию Genesis, рецензенты журнала Electronic Gaming Monthly одобряли игру, назвали её достойным продолжением. Они отметили, что сиквел сохраняет тот же отличный геймплей оригинала, добавив отличные новые виды оружия и уровней, которые даже безумнее, чем раньше. Рецензенты GamePro дали восторженные отзывы для обеих версий Genesis и Super NES. Они отметили, что основной геймплей и уровни меняются по сравнению с первой игрой, но высоко оценили новый дизайн уровней, разнообразный саундтрек и улучшенные анимации для главного персонажа, с одним из обозревателей сделав вывод, что «Earthworm Jim 2 сумел превзойти возвышенные стандарты первой игры». Рецензент для следующего поколения аналогичным образом чувствовал, что изобретённые новые конструкции уровня были более чем достаточны, чтобы сделать игру с ощущением свежести, несмотря на использование того же геймплея. Он подытожил, что «по большей части, это долгожданное продолжение, отметившее успех первой игры с использованием того же отличного юмора, действия и мастерства, добавляя несколько сюрпризов в этот раз». Sega Saturn Magazine (ранее Sega Magazine) дал версии Genesis 94 %, ссылаясь на различные стили игры с «каждым, во всех отношениях, хорошо реализованном моментом».
В то время как версии Genesis и Super NES получили положительные отзывы, последующие выпуски для других платформ были более сдержанно оценены. Портированная версия для PlayStation, в которой содержится тот же геймплей, что и в первоначальной версии, получила плохой обзор и оценку 3/10 от CVG из-за того, что нет каких-либо существенных улучшений, несмотря на явно более мощную аппаратную часть PlayStation. Точно так же, Sega Saturn Magazine описал Earthworm Jim 2 как отличную игру, но высмеивал отсутствие улучшений в версии Saturn, и кратко назвав её как «Отличная игра... Год назад на другой консоли». В 2002 году на Game Boy Advance релиз был подвергнут резкой критике, но на этот раз из-за «незаконченного» игрового движка, сглаженной графики и непредсказуемой системы сохранения. Обозреватель сайта IGN заявил, что «действие имеет тенденцию к замедлению в самых неожиданных местах... и геймплей непоследовательный... загружает игру, где вы мгновенно умираете без всякой видимой причины». GameSpot высказал похожее мнение, назвав его «неиграбельным». В обзоре виртуального релиза консольной версии Genesis для Wii, Марсель ван Дайан из Nintendo Life оставил смешанную реакцию на различные особенности в игровой механике.